# Stachomys trilobodon
Stachomys trilobodon – wymarły gatunek gryzonia z podrodziny nornikowatych (Arvicolinae). Gatunek należał do rodzaju Stachomys Kowalski, 1960, którego przedstawiciele żyli w późnym pliocenie na terenie obecnej Polski, zaś  
we wczesnym plejstocenie w rejonie miasta Ufa na Uralu.

## Historia odkrycia i badań
Kopalne ślady występowania gatunku wypreparował z brekcji kostnej zebranej w rezerwacie przyrody Węże polski zoolog Kazimierz Kowalski. Formalny opis rodzaju Stachomys i gatunku S. trilobodon zamieścił w czasopiśmie „Acta zoologica cracoviensia” w 1960 roku. Nazwa rodzajowa Stachomys jest eponimem mającym na celu upamiętnienie polskiego zoologa Jana Stacha.

## Systematyka
Na podstawie badań żuchwy odnalezionej w rezerwacie przyrody Węże Kowalski określił, że są to kopalne ślady gryzonia z podrodziny karczowników (Arvicolinae). Zoolog rozważał możliwość zaliczenia gatunku do rodzaju Germanomys Heller z plemienia Ellobius, lecz ze względu na odmienne ukształtowanie trzeciego trzonowca uznał, że dla opisywanego zwierzęcia należy jednak utworzyć odrębny rodzaj lokowany w Prometheomyini.

## Rozmieszczenie geograficzne
Stachomys żyły w późnym pliocenie na terenie obecnej Polski (typowa lokalizacja Węże). Kopalne ślady występowania Stachomys odkryto także w rejonie miasta Ufa na Uralu. Ich występowanie na tym terenie jest oceniane na wczesny plejstocen.